# Desorption
Desorption (aus dem lat. de-sorbere; sorbere: (auf-)saugen) bezeichnet den Vorgang, bei dem Atome oder Moleküle die Oberfläche eines Festkörpers verlassen (Umkehrvorgang: Adsorption) bzw. aus einer Flüssigkeit, in der sie gelöst vorlagen, in die Gasphase übergehen (Umkehrvorgang: Absorption). In letzterem Fall wird verfahrenstechnisch auch von Strippung gesprochen. Die Desorption stellt damit allgemein den Umkehrvorgang der Sorption dar.
Um desorbieren zu können, muss das Teilchen genügend Energie zur Überwindung der Bindungsenergie besitzen oder zugeführt bekommen.

## Einteilung
Entsprechend der Herkunft der dafür erforderlichen Energie und in Abhängigkeit von dem vorliegenden Fall gibt es die
- thermische Desorption (Temperaturwechseldesorption; temperature swing)
- optische Desorption (durch Absorption von Photonen)
- akustische Desorption durch Ultraschall
- elektrische Desorption
- ionenstimulierte Desorption (durch Beschuss mit schnellen Ionen)
- drucktechnische Desorption (Druckwechseldesorption; pressure swing)
- technische Desorption (unterschiedliche Desorptionsanlagen zum Beispiel mit Festbett, Wanderbett, Wirbelschicht)
- Verdrängungsdesorption (Einsatz eines leichter adsorbierbaren Stoffes; technisch meist Wasserdampf)

## Desorptionsrate

### Thermische Desorptionsrate
Die Desorptionsrate der Teilchen von der Oberfläche hängt zunächst ab von der Anzahl n der adsorbierten oder absorbierten Teilchen/Moleküle, der Temperatur T und der Desorptionsenergie {\displaystyle E_{\mathrm {D} }} (auch Bindungsenergie):
{\displaystyle R_{\mathrm {D} }=n^{m}k_{\mathrm {D} }^{0}\exp \left({\frac {-E_{\mathrm {D} }}{k_{\mathrm {B} }T}}\right)}
wobei {\displaystyle k_{\mathrm {D} }^{0}} eine Oszillationsfrequenz, {\displaystyle k_{\mathrm {B} }} Boltzmann-Konstante und m die Desorptionsordnung ist.
Die Desorptionsordnung hängt vom konkreten Mechanismus des Desorbierens ab:
- {\displaystyle m=0}: Desorption von einer Multilage
- {\displaystyle m=1}: Desorption von Atomen
- {\displaystyle m=2}: Desorption von zwei-atomigen Molekülen
- etc.

### Ionenstimulierte Desorptionsrate
Beobachtete Desorptionsraten der ionenstimulierten Desorption liegen im Bereich von 1 (senkrechter Einfall, niedrige Energien der einfallenden Ionen) bis ca. 25.000 (streifender Einfall, Energien im Bereich einiger MeV/u der einfallenden Ionen). Im Allgemeinen ist die ionenstimulierte Desorptionsrate eine Funktion von:
{\displaystyle R_{\mathrm {D} }=f\left({\frac {\Delta E}{\Delta x}}\right)^{2}\max \left({\frac {d}{\cos(\theta )}},\lambda \right)},
wobei {\displaystyle \lambda } die Eindringtiefe der Ionen in das Material, {\displaystyle \Delta E/\Delta x} der elektronische Energieverlust pro Eindringtiefe, {\displaystyle \theta } der Einfallswinkel und {\displaystyle d} eine zunächst empirisch bestimmte Konstante ist.
Die Geschwindigkeit der Desorption und die dafür notwendige Energie ist ein entscheidender Faktor, ob die Kombination aus Adsorption und Desorption als technischer Prozess in Frage kommt.

## Anwendung
In der Epitaxie wird Desorption verwendet, um in der Gasphase eine bestimmte Konzentration aufrechtzuerhalten.
In der Forschung wird die ionenstimulierte Desorption verwendet, um Oberflächen von Adsorbaten zu reinigen, die mittels thermischer Desorption nicht zu reinigen wären.
Bei der Reinigung von Prozess- und Abgasen wird der Mechanismus der Desorption dazu genutzt, ein beladenes Adsorbens zu regenerieren. Dies geschieht in der Regel über Wärmeeintrag oder Druckabsenkung.